# Externalisme
L’externalisme est une théorie épistémologique qui s'oppose à la théorie internaliste. Elle affirme la prééminence des facteurs externes dans la détermination de l'évolution et de l'élaboration de la Science.
En épistémologie, l'opposition entre externalisme et internalisme revêt une importance capitale. On la retrouve dans de nombreux débats qui sont propres à cette discipline. Elle présente également un intérêt majeur pour la sociologie de la connaissance et la sociologie des sciences.

## Fondements de la distinction
Dans une perspective évolutionniste, comme celle qui est développée par Karl Popper, l'évolution des sciences obéit à un processus sélectif. Certaines théories sont considérées comme vraies ou justes, d'autres sont considérées comme fausses, et d'une manière générale, les théories vraies sont acceptées tandis que les théories fausses sont rejetées. Ce processus est à la base de l'amélioration du savoir scientifique.
Toutefois la démarcation entre les théories vraies et les théories fausses est rarement aussi tranchée. Très souvent, plusieurs théories coexistent pour expliquer un même phénomène. Et d'autre part, le champ scientifique est souvent structuré autour d'une théorie dominante (une orthodoxie) qui a l'appui des institutions et de la communauté scientifique, et qui est entourée de nombreuses théories périphériques (des hétérodoxies) auxquelles adhèrent des chercheurs en marge du courant dominant.
Par conséquent, la sélection des théories scientifiques ne semble pas aussi mécanique qu'elle en a l'air, puisque des théories divergentes coexistent, et que l'adhésion à une théorie est souvent liée au fait que ses partisans occupent une position institutionnelle dominante. En plus, parmi ces théories scientifiques, il arrive que certaines théories minoritaires deviennent dominantes, puis redeviennent minoritaires...
Tout ceci laisse penser que ce ne sont pas exclusivement les caractéristiques internes d'une théorie scientifique qui expliquent la domination d'une théorie scientifique. Il peut également exister des facteurs externes, et par voie de conséquence, la domination d'une théorie n'est pas nécessairement liée au fait qu'elle soit vraie, mais à une domination sous-jacente et institutionnelle des partisans de cette théorie.
Pour rendre compte de ce fait, on distingue la dimension interne de la science, en tant qu'ensemble de contenus, de discours et de méthodes (par exemple, une théorie physique, une loi biologique), et le contexte plus large dans lequel s'inscrit une science (institutions, communauté...).

## Facteurs externes et internes
Quels facteurs sont susceptibles d'influer sur l'évolution et l'élaboration du savoir scientifique ? On peut en distinguer deux ensembles.
- Facteurs internes

Les facteurs internes sont ceux qui participent à la logique propre des propositions scientifiques. Ainsi, les logiques qui ont trait à l'enchaînement des faits scientifiques, des vérités, les déductions sont autant de facteurs internes. Par exemple, les faits disponibles à l'observation, les connaissances acquises, les procédures de démonstration et d'expérimentation...
- Facteurs externes

Ces facteurs sont extérieurs aux contenus et méthodes scientifiques. On trouve par exemple, des facteurs psychologiques, sociaux, culturels, organisationnels, politiques, institutionnels, économiques, etc. Si l'on tient compte de ces facteurs, la détermination du fait scientifique dépend dans une large mesure du contexte idéologique, qu'il soit religieux, politique ou autre, du contexte institutionnel (prix Nobel, récompenses, domination d'une institution...).

## Déterminants dans l'histoire de la Science

### Trois positions
- L'histoire internaliste suppose que les seuls facteurs à prendre en compte dans l'évolution du savoir scientifique sont les facteurs internes. L'Homme se retrouve au contact de la Nature qui lui impose des contraintes, qui induisent un certain type de connaissances à un moment donné. Les facteurs déterminants de la Science proviennent exclusivement de la rencontre de l'Homme avec le réel.

À l'opposé, les partisans d'une histoire externaliste adhèrent à deux positions.
- Soit ils considèrent que l'évolution des sciences a été exclusivement déterminée par des facteurs externes. Dans ce cas, ils refusent de considérer que les faits scientifiques puissent être vrais en dehors d'un certain contexte culturel et historique. En outre, ils considèrent que l'histoire des sciences n'est qu'une simple succession de théories. Donc, l'évolution de la Science ne suit pas nécessairement la voie d'une amélioration. On pourrait la comparer à l'évolution de l'Art. Il peut exister une logique dans la succession des courants artistiques (il y a des modes), mais si l'on veut trouver une logique dans cette évolution, il faut la rechercher essentiellement dans des facteurs externes. Cette position est soutenue par des sociologues des sciences, tels Barry Barnes et David Bloor, ou avec plus ou moins de nuance par Bruno Latour, qui considèrent qu'il faut se garder de présupposer que la détermination des faits scientifiques obéit à une logique interne qui lui est propre, pour se rabattre sur une approche purement empirique et descriptive du fonctionnement de la Science. En quelque sorte, il faut se limiter à observer, tels des anthropologues qui observeraient une société primitive, le fonctionnement de la communauté scientifique, et envisager froidement, c’est-à-dire sans parti pris idéologique, le contenu du discours qu'elle génère. Elle est également soutenue par des sociologues de la connaissance tels Peter Berger et Thomas Luckmann. Selon eux, les déterminants de la connaissance, donc de la Science, sont à rechercher au sein de la société dans laquelle cette connaissance prend forme et se légitime. Les procédés de légitimation d'un type de connaissance étant liés à la culture et à des facteurs politiques et économiques.
- Les externalistes peuvent aussi admettre la conjonction de plusieurs facteurs : internalistes et externalistes. Ils supposent alors que des facteurs internes peuvent jouer un rôle non négligeable dans le processus de détermination des vérités scientifiques, mais ils considèrent qu'il faut également tenir compte de facteurs externes : pouvoir institutionnel, conflits, financements, rôle de la science, etc. Ces facteurs jouent selon eux un rôle tout aussi important dans l'élaboration du savoir scientifique.

### Exemples
Pour illustrer l'opposition entre internalisme et externalisme, on prend souvent comme exemple l'histoire de la physique quantique au début du vingtième siècle en Allemagne.
Pour les internalistes, l'essor de la physique quantique a été exclusivement déterminé par des facteurs internes. L'amélioration des techniques d'observation, le perfectionnement des mathématiques ont amené à reformuler des postulats et des théories qui étaient mieux adaptés à la compréhension des phénomènes quantiques.
Pour les externalistes radicaux, rien de tout cela n'est vrai. L'élaboration de la physique indéterministe a été en fait principalement due à l'abandon de la notion de causalité et de rationalité, dont il faut rechercher les causes dans la défaite des valeurs rationalistes de l'Allemagne de l'après guerre. Il en a été de même dans l'Art, où l'essor du mouvement Dada a signifié une critique de la rationalité. La physique s'imprègne donc, durant cette période, des profondes évolutions idéologiques antirationalistes qui affectent l'Allemagne.
Par conséquent, l'évolution de la physique est principalement le fait de contraintes sociales, politiques et économiques. Dans un autre contexte, l'évolution de la physique quantique aurait peut-être pu suivre une voie tout à fait différente. Et dans tous les cas, ce sont des facteurs externes, et non pas une accumulation d'anomalies expérimentales et théoriques, qui ont conduit à cette évolution de la Physique.

## Enjeux de l'opposition
Soutenir que la Science dépend de facteurs externes ou internes est en soi un enjeu. Ceci à deux niveaux.

### Place de la Science dans la société
Affirmer que la Science évolue par elle-même, selon des processus propres et internes à son fonctionnement, et découvre peu à peu une réalité intangible, est bien entendu essentiel pour garantir la légitimité du discours scientifique. Par conséquent, une position internaliste aura tendance à faire de la Science une sorte de « guide de la vérité », qui dit de manière radicale où se situe le vrai et où se situe le faux (pouvoir discursif), mais également un « guide de l'action efficace », qui dicte à la société l'orientation qu'elle doit prendre (pouvoir politique). Au contraire, faire de la Science un champ du savoir qui s'inscrit dans un contexte culturel et politique, c'est restreindre l'autonomie du pouvoir scientifique, c'est faire de la Science un savoir n'ayant pas plus de légitimité que les autres savoirs.
Dans les sciences sociales, le débat est particulièrement marqué. Car il s'agit in fine de savoir si l'étude scientifique des faits sociaux et humains peut se détacher de toute influence politique. Il s'agit de savoir si elle dicte une vérité intangible, à laquelle les êtres humains doivent se plier, ou si elle ne fait que dicter une norme d'action, qui si elle est appliquée, favorisera tel ou tel groupe d'intérêts.

### Conflits internes aux Sciences
Dans une science, l'argument externaliste peut être utilisé pour affaiblir la position dominante d'une orthodoxie. En effet, la position externaliste sape les fondements de la légitimité du pouvoir scientifique d'une orthodoxie. En insistant sur les facteurs externes, elle met en cause d'une part, la capacité de l'orthodoxie à élaborer son contenu sur la base de facteurs internes (valeur scientifique, expérimentation, etc.), et d'autre part, la pertinence des critères qui sont retenus pour rejeter ou accepter les théories qui fondent l'orthodoxie.
Par conséquent, l'opposition entre internalisme et externalisme, loin d'être neutre, est elle-même une des principales composantes du discours scientifique. En tant que discours sur la validité ou les causes du discours, en tant que discours sur le discours, elle participe, à sa manière, à l'élaboration du savoir scientifique.